# Lactobacillus paracasei
 Lactobacillus paracasei , auch als  Lacticaseibacillus paracasei  bekannt, ist ein unbewegliches, probiotisches Stäbchenbakterium mit einer Größe von 0,8 bis 1 mal 2 bis 4 µm. Es gehört zu den grampositiven Bakterien und bildet keine Sporen. L. paracasei liegt einzeln oder in Ketten vor und wächst in einem Temperaturbereich zwischen 10 °C und 40 °C. Das Bakterium lebt fakultativ  heterofermentativ und produziert  L-(+)-Milchsäure.
L. paracasei kommt natürlicherweise im menschlichen Darm vor, aber auch in fermentiertem Gemüse, Milch und Fleisch. Es wird jedoch auch zunehmend in Lebensmitteln wie Joghurts oder anderen Milcherzeugnissen eingesetzt.

## Medizinische Bedeutung
L. paracasei wurde eine inhibierende Wirkung auf die Aktivität des Bakteriums Escherichia coli nachgewiesen. Aus diesem Grund fand es in der Medizin bereits Anwendung als Mittel gegen Durchfall.
Im Jahr 2011 wurde L. paracasei erstmals auch gegen Karies eingesetzt. Es ist nämlich in der Lage, das Bakterium Streptococcus mutans zu erkennen, sich daran anzudocken und dadurch zu einer Verklumpung zu führen. S. mutans kann sich dann nicht mehr an den Zahn anlagern und wird mit dem Speichel weggespült oder beim Zähneputzen entfernt.